# Mianmar zászlaja
A Mianmari Szövetségi Köztársaság 2010. október 21-én fogadta el a jelenlegi zászlaját. Ez az 1974 óta használatban lévő szocialista lobogót váltotta fel. A változással együtt megváltozott az ország elnevezése és himnusza is. Ezt a 2010 novemberében tartott általános választások előtt elfogadott alkotmány rögzítette. Az ígéretek szerint az addig az országot irányító katonai vezetés az eredménytől függetlenül átadja a hatalmat a választás győzteseinek.
A zászló három – felülről lefelé sárga, zöld és vörös – sávból áll, melyeknek a közepén egy ötágú fehér csillag helyezkedik el. A három szín az összetartást, a békét és nyugalmat, valamint a bátorságot és a határozottságot jelképezik.

## Története

A Mianmari Szocialista Államszövetség 1974. január 3.-a és 2010. október 21-e között használt zászlaja.).
A zászló méretaránya: 5:9 (használták a 2:3 és 6:11 oldalarányokat is)

A 2010-ben bevezetett zászló előtt két olyan lobogót használtak, melyeknek az ötlete a Burmai Ellenállásig vezethető vissza. Ők a japán megszállókkal a második világháború alatt vívott harcok alatt egy vörös alapon fekvő fehér csillagot fogadtak el saját jelképükként. Mikor Ne Win 1974. január 3-án kikiáltotta a szocialista köztársaságot, egy olyan zászlót fogadtak el, mely a zászló nagy területét kitevő vörös területen a bal felső sarokban kék alapon egy fogaskereket és rizst, valamint ezt körbe ölelő 14 csillagot jelenített meg. A rizs a mezőgazdaságot, a fogaskerék az ipart, a 14 csillag pedig az Unióban részes államokat jelképezte.
A burmai uralkodó régebbi zászlaján a zöld páva szerepelt. Ezen a brit gyarmati időkben és a Burmai Állam történelme során sem változtattak. Bár a zászlón a páva helyét átvette a csillag, a betiltott Nemzeti Liga a Demokráciáért párt zászlaján mindkét jelkép szerepelt.

## Változtatási javaslatok

A 2006-ban ajánlott zászló

A 2006-ban megtartott alkotmányozó nemzetgyűlés egy új zászlóra tett javaslatot. A tervezett zászló három, egyenlő szélességű horizontális területből állt volna, és a zöld sáv árbóc felüli végén egy ötágú fehér csillag lett volna.
2007. szeptemberben egy másik zászlóra tettek javaslatot. Ekkor megnövelték a csillag méretét, és felcserélték a sávok sorrendjét. Az akkor ajánlott sorrend megegyezett a Burmai Állam japán megszállás alatt használt jelképével. Akkor a zászló közepén egy zöld páva szerepelt.

### Az új zászló elfogadása
A 2007-ben felvetett elképzelést fogadták el végül a 2008-as alkotmányban. Ezt még abban az évben az alkotmányról szóló népszavazással a lakosság is elfogadta. Akkor még nem lehetett pontosan tudni, mikor változik meg az állam jelképe. A hivataloknak végül október 21-én délután 3 órakor jelentették be, hogy a régi zászlót le kell engedni, és el kell égetni. Csak röviddel a zászlóváltás előtt adott erről hírt az állami média.

## A zászló jellemzői
A jelenlegi zászló horizontálisan három részre osztott lobogó, melynek felső rész citromsárga, középső sávja zöld, az alsó harmada vörös, a zászló közepén pedig egy ötágú fehér csillag helyezkedik el. A sárga szín a szolidaritást, a zöld a békét, a nyugalmat és a burjánzó erdőket, a vörös a bátorságot és a határozottságot, a csillag pedig az államon belül az unió fontosságát jelképezi.

## Burma történelmi zászlajai

A Harmadik Burmai Birodalom zászlaja a Konbong dinasztia uralkodása idején. (1752-1885)
A Brit India részét képező Brit Burma, Nagy-Britannia gyarmatának a zászlaja. (1824-1939)
A különálló gyarmat, Brit Burma zászlaja. (1939-1943, 1945-1948)
A Burmai Állam zászlaja. (1943–1945)
A Burmai Államszövetség zászlaja (1948-1974)
A Burmai Szocialista Szövetségi Köztársaság (1974-1988) és a Mianmari Államszövetség (1988-2010) zászlaja
A Mianmari Szövetségi Köztársaság zászlaja (2010 – napjainkig)